# Housseini Amion Guindo
Pour les articles homonymes, voir Guindo et Poulo.
Housseini Amion Guindo, dit « Poulo », est un homme politique malien né le 21 avril 1970 à Bandiagara. Il est élu député du cercle de Sikasso en 2005 et en 2010.
En 2011, il est désigné candidat du parti CODEM convergence pour le développement du Mali et de la coalition politique PUR (Partis unis pour la République) à l'élection présidentielle malienne de 2013. Le 11 avril 2014, il est nommé ministre des Sports par le président Ibrahim Boubacar Keïta.

## Biographie
Né à Bandiagara, dans la région de Mopti le 21 avril 1970, musulman, il est marié avec Aminata Guindo et père de cinq enfants. Il est issu d’une famille de notables, avec un grand-père, puis un père, tous les deux chefs de cantons, Poulo n’a pourtant pas échappé à ces difficiles conditions de vie dans le pays dogon. Il parcourrait, avec ses frères et sœurs, 8 km chaque jour pour aller à la quête du savoir. Poulo sera confié à un de ses frères ainés, résidant à Sikasso (Région au sud du Mali) pour continuer ses études. Il y passera son DEF (Diplôme d’Étude Fondamentale) et son Baccalauréat. 
Pur produit de l’école malienne, il fréquente d’abord l’école publique primaire de Bamba, dans le Cercle de Koro dans la Région de Mopti de 1976 à 1982 avant de poursuivre ses études secondaires à Sikasso, au sud du Mali entre 1983 et 1986 où il obtient son DEF (Diplôme d’Études Fondamentales), puis le baccalauréat en 1991 au lycée Monseigneur Didier de Montclos de Sikasso. Il par la suite l'École normale supérieure de Bamako (ENSup) ou il obtiendra une maîtrise en Histoire-géographie en 1997.
Housseini Amion Guindo est un homme du terroir, proche de la jeunesse. Aujourd’hui encore, il garde cette réputation, notamment dans la région de Sikasso. Devenu célèbre par son « mécénat éducatif » en faveur des enfants démunis, il sera sollicité par la jeunesse de la région pour présider l’équipe régionale, le Stade malien de Sikasso. Il parviendra pour sa première année de présidence à hisser le club en première division du championnat malien de football. Ce fut une grande première dans l’histoire du club. Les résultats de son implication dans le football régional et la passion qui l’anime le conduiront à être vice-président de la Fédération malienne de football (FMF).

## Politique
Candidat indépendant, il est élu député du cercle de Sikasso au cours de l'élection partielle de 2005.
Il rejoint ensuite le RPM qu'il quittera en 2007. Il sera réélu en 2007, député du Cercle de Sikasso (seul Député reconduit sur les 7 de la circonscription). En 2008, il est élu président de la CODEM qu'il a cofondé la même année. En 2013, il est candidat à la présidentielle malienne. En 2014, il est nommé ministre des Sports. En 2017, il est nommé ministre de l’Education Nationale. En 2018, il est pour la seconde fois candidat à la présidentielle malienne. En 2019, il est nommé ministre de l’environnement, de l’assainissement et du développement durable. En 2020, il devient Président de la plateforme politique Espérance Nouvelle-Jigiya Kura.
Le parcours de Housseini Amion Guindo fait aujourd’hui de lui l’un des hommes politiques les plus influents du Mali.

## Football
En 2004, il acquiert et dirige le Stade Malien de Sikasso, un club de football créé en 1963. La même année, le club accède à la première division pour la première fois.
De 2007 à 2009, il occupe le poste de vice-président de la Fédération Nationale de Football.

## Éducation
Promoteur, il ouvre deux établissements scolaire à Sikasso:
- Le lycée Amion Guindo de Sikasso[3], ouvert en 2001.
- L'école professionnelle Bah Fanta de Sikasso.